# Vostan
Vostan (en armenio: Ոստան) es una comunidad rural de Armenia ubicada en la provincia de Ararat, En la region centro del país próximo a la frontera con Turquía.
Se ubica en la periferia nororiental de la capital provincial Artashat, ciudad de la cual Vostan es en la práctica un barrio. Por aquí sale la carretera que une la ciudad con el vecino pueblo de Kaghtsrashen.

## Demografía
En 2008 tenía 3013 habitantes. Hasta 1945 era conocido como "Bekjivazlu".
Fue fundada en 1831. Su economía se basa en la agricultura, que depende del regadío por hallarse en un área semidesértica.